# Numerologija
Numerologija je v nekaterih religijah vera v mistično oz. ezoterično povezavo med števili in objekti ali živimi bitji. Z numerologijo so se ukvarjali nekateri zgodnji matematiki, npr. Pitagora in Babilonci. Danes se numerologija običajno pojmuje kot psevdoznanost, podobno kot alkimija v primerjavi s kemijo in astrologija z astronomijo. Občasno se z numerologi slabšalno označuje tudi ljudi, ki polagajo pretirano zaupanje v številske vzorce, npr. borzne analitike, čeprav se ne ukvarjajo z numerologijo v tradicionalnem pomenu besede.

## Zgodovina
Začetek numerologije sega že več tisoč let v preteklost. Obstajajo zgodovinski zapisi iz katerih lahko sklepamo, da so se s števili in numerologijo ukvarjali že Babilonci, Egipčani, stari Kitajci, Grki in Rimljani.
K razvoju sodobne numerologije je veliko prispeval Pitagora, ki je bil eden najbolj znanih filozofov svojega časa. Ukvarjal se je z matematiko, filozofijo in glasbo. Numerologijo je postavil na novo raven, zato Pitagoro pogosto štejemo za očeta numerologije.

## Primeri
- Ninna Kozorog[1]
- Žigan Krajnčan
- Mojiceja Podgoršek